# Barney Ewell
Harold Norwood "Barney" Ewell (Harrisburg, 25 de fevereiro de 1918 – Lancaster, 4 de abril de 1996) foi um velocista e campeão olímpico norte-americano.
Nascido na pobreza numa pequena cidade do estado da Pensilvânia, tornou-se um dos melhores velocistas dos anos 40. Durante a década de 30, foi um dos melhores velocistas e saltadores juniores do estado, mas alcançou fama como corredor quando passou a cursar e competir pela Universidade Estadual da Pensilvânia nos 100 e 200 m rasos, colecionando doze medalhas de ouro entre 1940 e 1942 em campeonatos e torneios universitários. Entre 1939 e 1948 ganhou onze medalhas de ouro no campeonatos nacionais da Amateur Athletic Union (AAU); além das provas de velocidade, também era um ótimo saltador, atingindo a marca de 7,68 m em 1942.
Depois de servir na II Guerra Mundial, ele retornou à universidade para concluir os estudos e em 1948 venceu o campeonato da AAU igualando o recorde mundial dos 100 m – 10s2 – o que o qualificou para os Jogos Olímpicos de Londres.
Em Londres 1948 participou dos 100m e dos 200 m, conquistando a medalha de prata nas duas; na primeira perdeu no photo finish para o companheiro Harrison Dillard e na segunda para o também americano Mel Patton. Sua medalha de ouro veio no revezamento 4x100 m, do qual participou substituindo outro atleta, Ed Conwell, que adoeceu em Londres. Não veio entretanto sem um percalço: a troca de bastões entre Ewell e Lorenzo Wright, foi denunciada como sendo feita fora da zona de transição e a equipe norte-americana foi inicialmente  desclassificada; só após uma reclamação oficial da delegação, que fez com que os diretores da prova revissem o filme da corrida, a vitória foi novamente confirmada e as medalhas de ouro entregues três dias depois.